# Jan Willem Hartgerink
Jan Willem Hartgerink (Goor, 4 mei 1841 – Deventer, 8 december 1923) was een Nederlands aannemer en belegger, en was daarbij ook deels architect.
Hij huwde in 1865 in Ommen Susanna Ravenshorst (geboren circa 1840). Hartgerink was een redelijk vermogend man, die met zijn gezin naar Amsterdam trok om daar zijn geluk te beproeven. Hartgerink deed onder meer mee met voorverkiezingen voor de gemeenteraad in Amsterdam. Samen met zijn compagnon Hendrik Dirks Kramer bouwde hij aan grote delen van Amsterdam, net buiten de Singelgracht. Zo zijn er van zijn hand complexen gebouwd aan de Vondelstraat, Stadhouderskade, Hemonystraat, Sarphatikade etc. De heren werden regelmatig door Bouw- en Woningtoezicht op de vingers getikt, om de gebouwen wel aan de gemeentelijke eisen te laten voldoen.